# Маргарита Френска (1254 – 1271)
Вижте пояснителната страница за други личности с името Маргарета Френска.
Маргарита Френска или Маргьорит (на френски: Marguerite de France, * 1254 или 1255, † юли 1271) е френска принцеса от династията Капетинги и чрез женитба херцогиня на Брабант.
Тя е дъщеря на френския крал Свети Луи IX (1214–1270) и съпругата му Маргарита Прованска (1221–1295). Нейният по-голям брат е по-късният крал Филип III.
Маргарета е сгодена през 1257 г. за бъдещия херцог Хайнрих IV от Брабант, който се отказва от херцогството си през 1267 г.
Маргарета се омъжва на 5 септември 1270 г. за брат му херцог Йохан I от Брабант († 1294). Тя умира обаче през 1271 г. след раждане заедно със син им. 
Тя е погребана в абатството Сен-Денис.